# Gliese 433
Gliese 433 ist ein Roter Zwerg im Sternbild Wasserschlange, der etwa 29,5 Lichtjahre von der Sonne entfernt ist. Der Stern besitzt ein Planetensystem mit mindestens einem bestätigten Exoplaneten. Die mögliche Existenz eines weiteren wurde 2014 veröffentlicht.

## Eigenschaften
Gliese 433 besitzt nur etwas weniger als die Hälfte der Masse der Sonne. Seine Leuchtkraft beträgt gerade einmal 3,4 % der Sonnenleuchtkraft. Die Aktivität des Sterns ist weniger als halb so groß als die anderer Roter Zwerge mit der gleichen Leuchtkraft.

## Planetensystem
Bereits 1997 war aufgrund von Daten des Astrometriesatelliten Hipparcos ein Begleiter von Gliese 433 vorgeschlagen worden, bei dem es sich um einen Braunen Zwerg handeln sollte. Dieser sollte eine Masse von 30 Jupitermassen haben und den Stern in annähernd 500 Tagen umkreisen. Spätere Radialgeschwindigkeitsmessungen bestätigten diesen Begleiter nicht.
Basierend auf Messungen mit dem Échelle-Spektrographen HARPS der ESO wurde am 19. Oktober 2009 die Entdeckung von 32 Exoplaneten bekanntgegeben. Darunter befand sich auch ein Planet um Gliese 433. Er erhielt die Bezeichnung Gliese 433 b und sollte nach einer Veröffentlichung von 2011 eine Mindestmasse von 6 Erdmassen besitzen und seinen Zentralstern einmal in 7,2 Tagen umkreisen. Eine Studie von 2013 ordnete diesen Planeten mit einer Mindestmasse von 5,8 Erdmassen in die Kategorie der Supererden ein. Mit einer Entfernung von 0,058 AE vom Stern empfängt Gliese 433 b etwa das Zehnfache der Strahlungsenergie wie die Erde von der Sonne.
Ein anderes Team von Astronomen veröffentlichte 2014 die Bestätigung der Existenz von Gliese 433 b sowie darüber hinaus das mögliche Vorhandensein eines weiter außen umlaufenden Planeten, Gliese 433 c. Dieser hat eine Mindestmasse von 45 Erdmassen und benötigt etwa 3400 Tage für eine Umkreisung von Gliese 433.
| Planet (nach Entfernung vom Stern) | Entdeckung (Jahr) | Masse (in M♃)           | Umlaufzeit (in Tagen) | Große Halbachse (in AE) | Exzentrizität  |
| ---------------------------------- | ----------------- | ----------------------- | --------------------- | ----------------------- | -------------- |
| Gliese 433 b                       | 2009              | 0,01667+0,00629−0,00597 | 7,3697+0,0034−0,0036  | 0,06+0,004−0,008        | 0,05+0,16−0,05 |
| Gliese 433 c                       | 2012              | 0,14                    | 3693,0 ± 253,0        | 3,6                     | 0,17 ± 0,09    |